# Giulia Emmolo
Giulia Enrica Emmolo (Impéria, 16 de outubro de 1991) é uma jogadora de polo aquático italiana, medalhista olímpica.

## Carreira
Emmolo disputou duas edições de Jogos Olímpicos pela Itália: 2012 e 2016. Seu melhor resultado foi a medalha de prata nos Jogos do Rio de Janeiro.